# Earl of Derwentwater

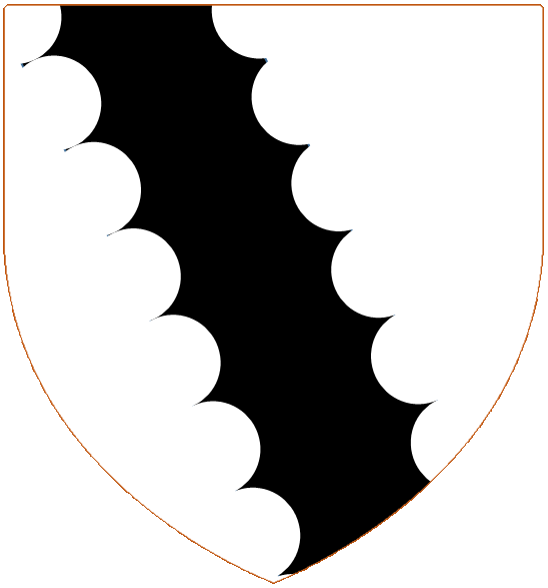
Wappen der Earls of Derwentwater

Earl of Derwentwater war ein erblicher britischer Adelstitel in der Peerage of England.

## Verleihung und Geschichte des Titels
Der Titel wurde am 7. März 1688 von König Jakob II. für den Royalisten Sir Francis Radclyffe, 3. Baronet, Gutsherr von Dilston Hall in Northumberland und Derwentwater in Cumberland, geschaffen. Dieser hatte bereits 1663 von seinem Vater Sir Edward Radclyffe (1589–1663), den Titel Baronet, of Derwentwater in the County of Cumberland, geerbt, der 1620 in der Baronetage of England seinem Großvater Sir Francis Radclyffe (1569–1622) verliehen worden war. Zusammen mit der Earlswürde wurden ihm in der Peerage of England die nachgeordneten Titel Viscount Radclyffe and Langley und Baron Tyndale, of Tyndale in the County of Northumberland, verliehen.
Sein Enkel, der 3. Earl, beteiligte sich am Jakobitenaufstand von 1715, geriet nach der Schlacht bei Preston in Gefangenschaft, wurde wegen Hochverrats geächtet und 1716 hingerichtet. Seine Titel waren damit verwirkt.

## Liste der Earls of Derwentwater (1688)
- Francis Radclyffe, 1. Earl of Derwentwater (1625–1697)
- Edward Radclyffe, 2. Earl of Derwentwater (1655–1705)
- James Radclyffe, 3. Earl of Derwentwater (1689–1716) (Titel verwirkt 1716)